# Doris Janshen
Doris Janshen (* 26. Juni 1946 in Krefeld; † 17. Februar 2009) war eine deutsche Soziologin.

## Leben
Doris Janshen studierte Geisteswissenschaften in Freiburg und Berlin, anschließend Soziologie und Religionsphilosophie. 1980 wurde sie mit einer soziologischen Arbeit über die Kommunikationstechnik im Alltag an der Freien Universität Berlin promoviert. Zudem war sie als Journalistin beim Sender Freies Berlin tätig.
1989 erhielt sie einen Ruf an die Universität Duisburg-Essen in Essen für Soziologie mit Schwerpunkt Frauenforschung und war Gründungsdirektorin des 1998 gegründeten Essener Kolleg für Geschlechterforschung.
Schwerpunkte ihrer Arbeit waren die Bereiche Wissenschafts- und Technologiepolitik sowie Frauenforschung. Forschungsthemen waren die Militärsoziologie, die Soziologie der Mensch-Tier-Kommunikation und die Zivilisationskritik aus frauenpolitischer Perspektive.